# Romeinse villa Plasmolen
De Romeinse villa Plasmolen is een Romeinse villa op de helling van de heuvel Sint-Jansberg/Kloosterberg in het gelijknamige landgoed Sint-Jansberg, gelegen bij het dorp Plasmolen in de Nederlandse provincie Limburg.
De villa was van het type villa urbana en was gelegen op korte afstand van Ulpia Noviomagus Batavorum, Romeins Nijmegen. Ongeveer twee kilometer ten westen bevond zich de Romeinse brug over de Maas (bij het huidige Cuijk). De villa Plasmolen werd ontdekt in 1931. Het terrein van de villa is beschermd als archeologisch monument. Een gedeelte van de villa, het centrale deel en de uiteinden, zijn zichtbaar gemaakt middels moderne kooiconstructies die opgevuld zijn met stenen. In de buurt van de villa ligt de Bovenste Plasmolen.
De villa had een breedte van 84 meter en een diepte van 21 meter, waarmee het waarschijnlijk de grootste Romeinse woning in Nederland was. De villa bestond uit verschillende vertrekken en had aan de voorzijde een zuilengalerij met in het midden de hoofdingang. Deze leidde tot een ontvangstruimte. Verder had de villa een speciaal badgebouw, vloerverwarming, muurschilderingen en mozaïekvloeren. Rond de villa was een terrasvormige tuin aangelegd.
In de omgeving van de villa zijn diverse Romeinse artefacten gevonden, die zich merendeels in het Limburgs Museum in Venlo bevinden. Een zeldzame bronzen beurs bevindt zich in de collectie van het Rijksmuseum van Oudheden in Leiden.

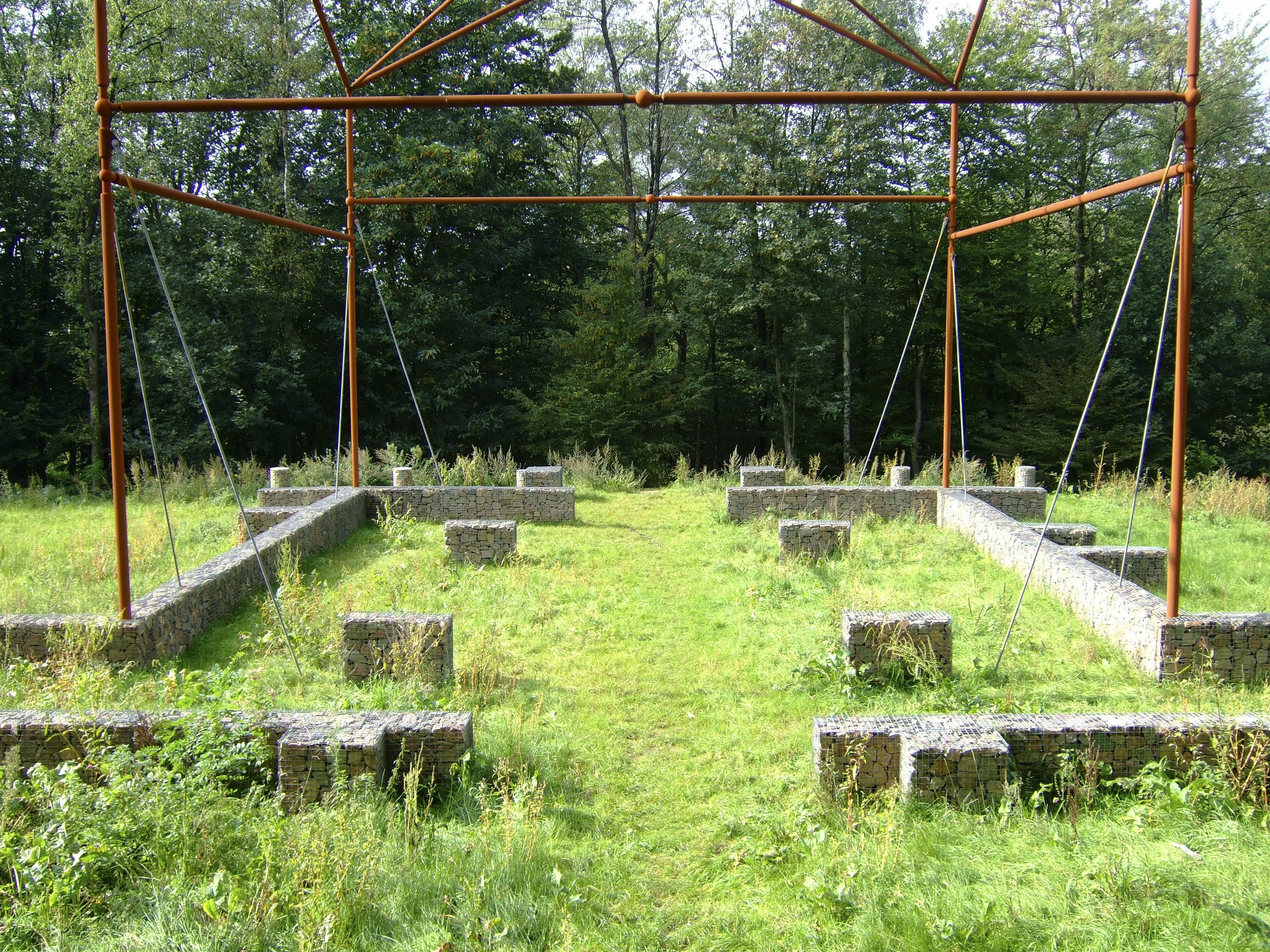
Plattegrond hoofdgebouw
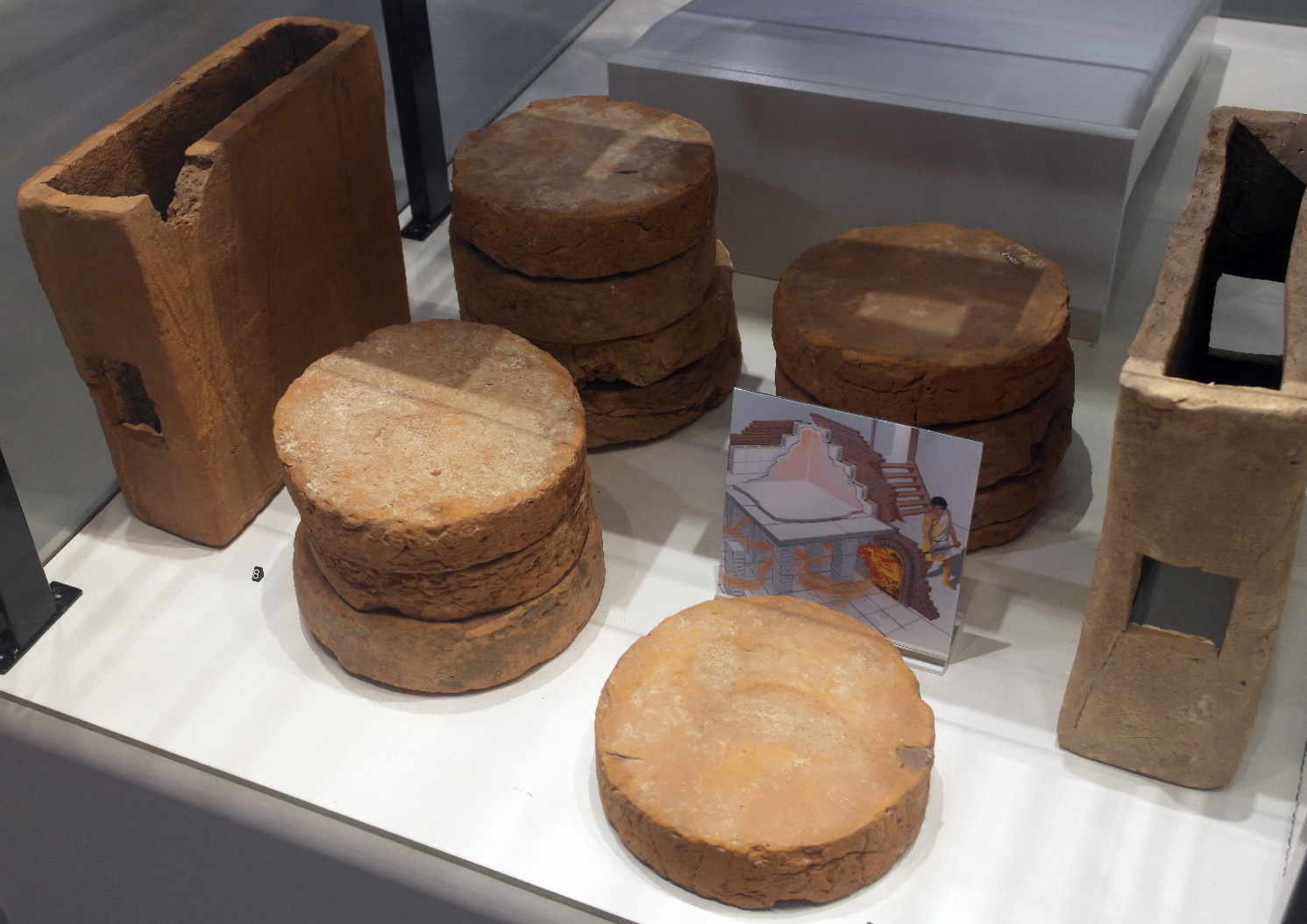
Wand- en vloerverwarming
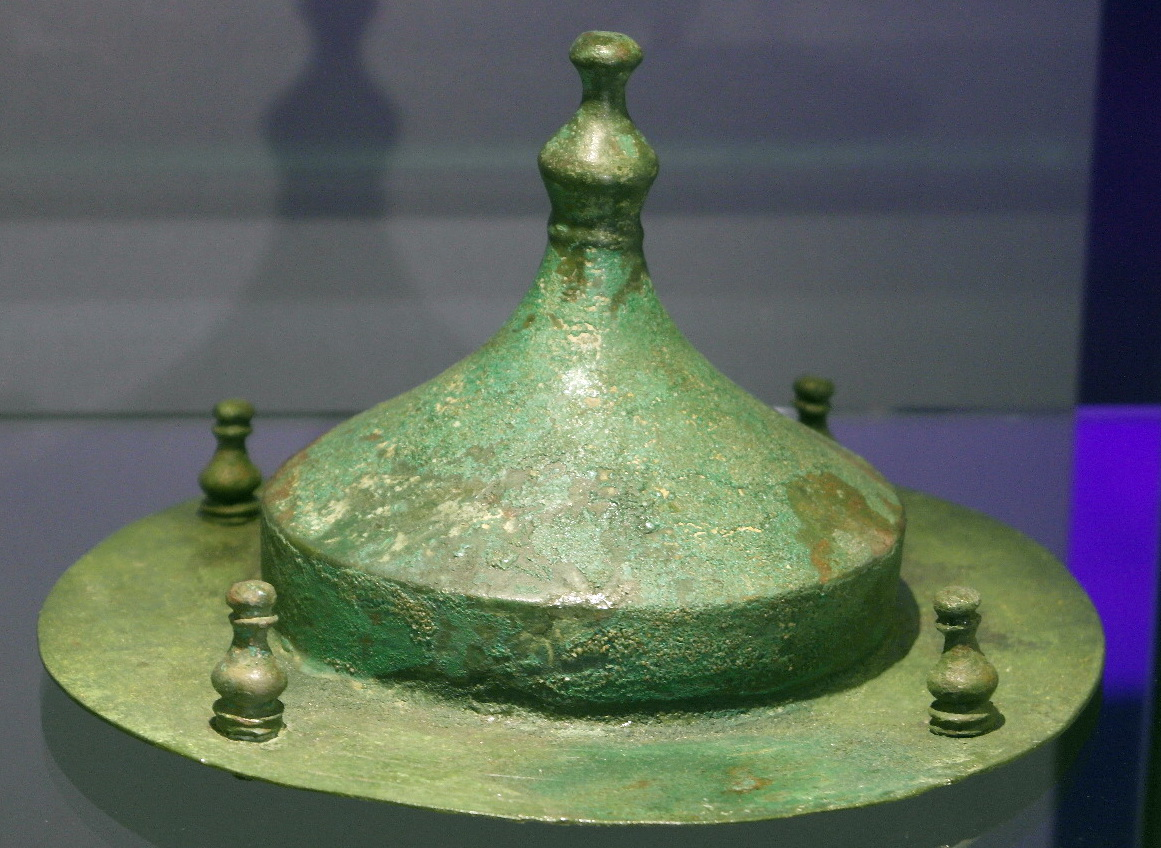
Bronzen schildknop
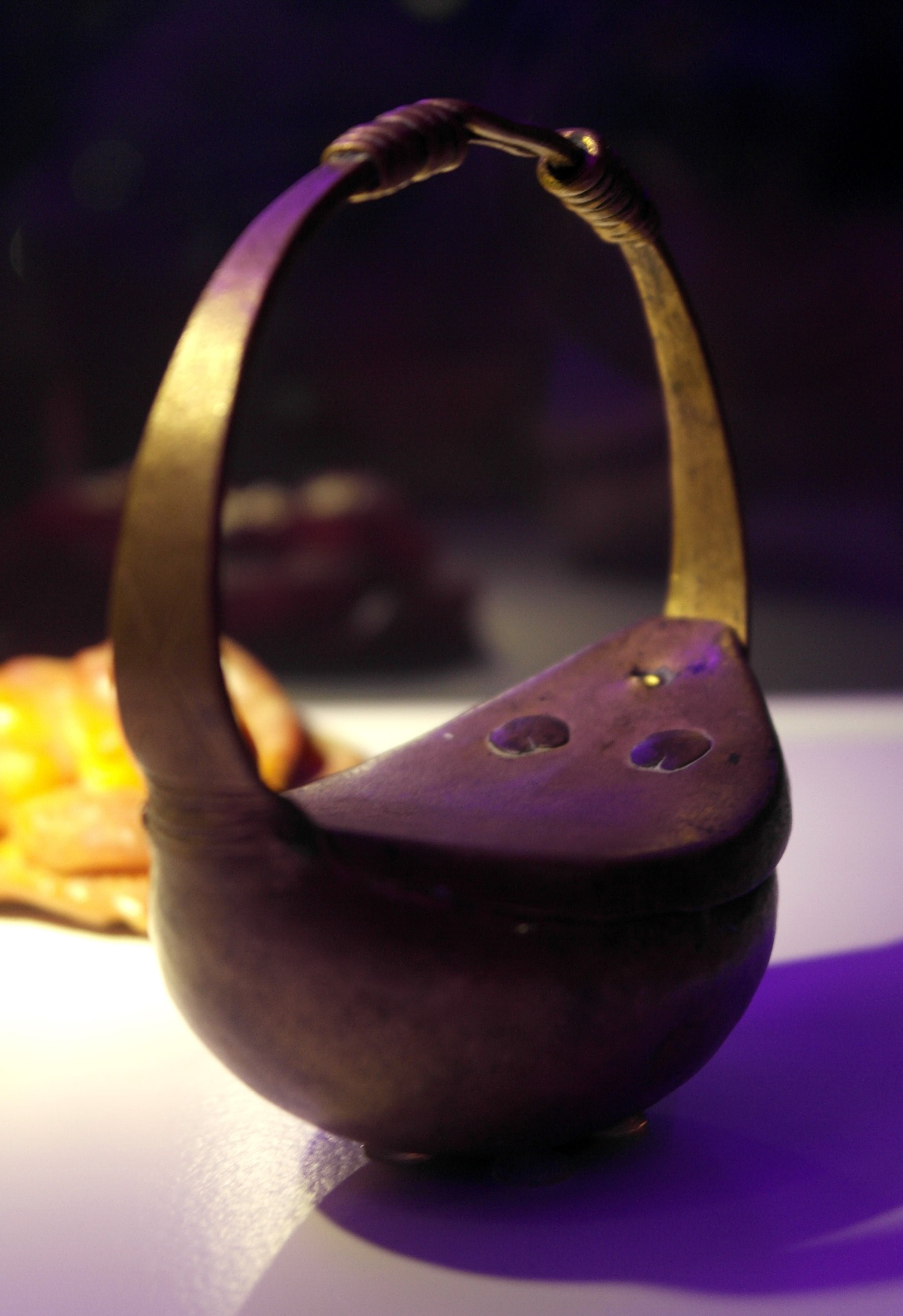
Bronzen beurs